# Carmo de Minas
Carmo de Minas es un municipio brasileño del estado de Minas Gerais. Su población estimada en 2007 era de 13.657 habitantes.
Se destaca en la agricultura por el café que es reconocido como uno de los mejores del Brasil.